# Robert Sweet
Pour les articles homonymes, voir Sweet.
Robert Sweet est un botaniste britannique, né en 1783 à Cockington près de Torquay dans le Devonshire et mort le 22 janvier 1835 à Chelsea, Londres.

## Biographie
Il commence à travailler comme jardinier à l'âge de seize ans dans diverses pépinières. Il est l'auteur de plusieurs publications botaniques, entre 1826 et 1831, principalement sur son travail en horticulture. Il fait ainsi paraître Hortus Suburbanus Londinensis (1818), Geraniaceae (cinq volumes) (1820–1830), Sweet's Hortus Britannicus (1826–1827), Flora Australasica (1827–1828) et British Botany (1831) avec Hugh Algernon Weddell (1819-1877).
Parmi les espèces qu'il a décrites, il faut citer :
- Abutilon auritum (Link) Sweet
- Abutilon grandifolium (Willd.) Sweet
- Abutilon indicum (L.) Sweet
- Agonis flexuosa (Willd.) Sweet
- Argemone ochroleuca Sweet
- Babiana angustifolia Sweet
- Banksia dryandroides Sweet
- Callistemon glaucus (Bonpl.) Sweet
- Coreopsis grandiflora Sweet
- Cyanotis axillaris (L.) Sweet
- Dillwynia pungens (Sweet) Benth.
- Hakea ferruginea Sweet
- Hovea chorizemifolia (Sweet) DC.
- Ipomoea cairica (L.) Sweet
- Lablab purpureus (L.) Sweet
- Lachenalia mutabilis Sweet
- Moraea flaccida Sweet
- Orthrosanthus multiflorus Sweet
- Penaeaceae Sweet ex Guillemin
- Senna barclayana (Sweet) Randell
- Sphenotoma gracile (R.Br.) Sweet
- Wahlenbergia stricta (R.Br.) Sweet